# Обыкновенная актиния

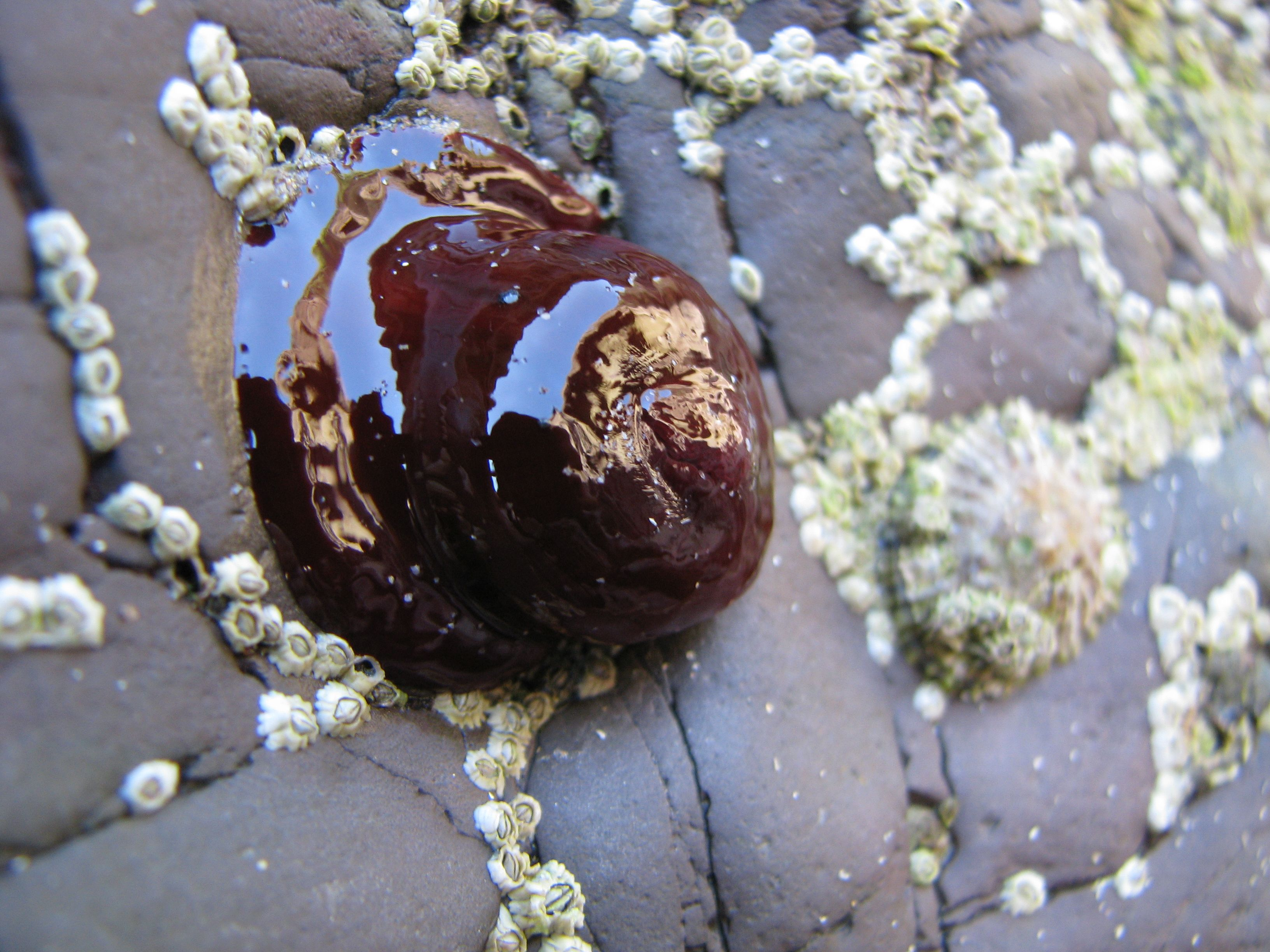
Обыкновенная актиния Actinia equina с втянутыми щупальцами во время отлива

Обыкнове́нная акти́ния (лат. Actinia equina) — вид морских стрекающих из семейства Actiniidae, представители которого напоминают по форме цветок.

## Описание
Обыкновенная актиния красного цвета, высотой до 6 см, имеет 192 острых щупальца длиной не более 2 см. Щупальца расположены по краю ротового диска, образуя вокруг него 6 кругов. Актинии встречаются в 2-х формах, которые отличаются размером, местом обитания и способом размножения.
- Первая форма достигает диаметра от 6 до 7 см. Она живёт в нижней зоне приливов и отливов и откладывает яйца (ovipar).
- Вторая форма достигает диаметра от 2,5 до 3 см, живёт в верхней зоне приливов и отливов и принадлежит к живородящим (vivipar). У них яйцеклетки развиваются в стадию планулы ещё в гастральной полости.

Во время отлива актинии защищаются от высыхания, втягивая свои щупальца и выделяя слизь.

## Распространение
Обыкновенная актиния распространена в северо-восточной Атлантике и в Средиземном море на каменистом побережье в зоне приливов и отливов. Это довольно частый вид в литоральной зоне побережья Средиземного моря, Атлантики и Северного моря.

## Образ жизни
Актинии ведут в основном одиночный сидячий образ жизни. Они передвигаются с незначительной скоростью, преодолевая за час всего 8,3 см. Добычей актиний являются рыбы, ракообразные и моллюски, которых они захватывают своими щупальцами.

## Яд
Стрекательные клетки актиний поражают кожу человека и вызывают в месте контакта зуд и жжение.

## Синонимы
В синонимику вида входят следующие названия:
- Actinea chiococca
- Actinea margaritifera
- Actinea mesembryanthemum
- Actinia (Entacmaea) mesembryanthemum Ellis & Solander, 1786
- Actinia cerasum Dalyell, 1848
- Actinia chiococca  Cocks in Johnston, 1847
- Actinia corallina Risso, 1826
- Actinia equina mesembryanthemum Linn.
- Actinia equina var. chiococca Andr.
- Actinia equine
- Actinia equini
- Actinia hemisphaerica Pennant, 1777
- Actinia hemispherica Pennant, 1777
- Actinia margaritifera Templeton, 1836
- Actinia purpurea Cuvier, 1798
- Priapus equinus Linnaeus, 1758
- Priapus ruber Forsskål, 1775